# Laphystia snowi
Laphystia snowi là một loài ruồi trong họ Asilidae. Laphystia snowi được Wilcox miêu tả năm 1960. Loài này phân bố ở vùng Tân Bắc giới.